# Rhyacophila zwickorum
Rhyacophila zwickorum är en nattsländeart som beskrevs av Malicky 1972. Rhyacophila zwickorum ingår i släktet Rhyacophila och familjen rovnattsländor. Inga underarter finns listade i Catalogue of Life.